# Emplekton

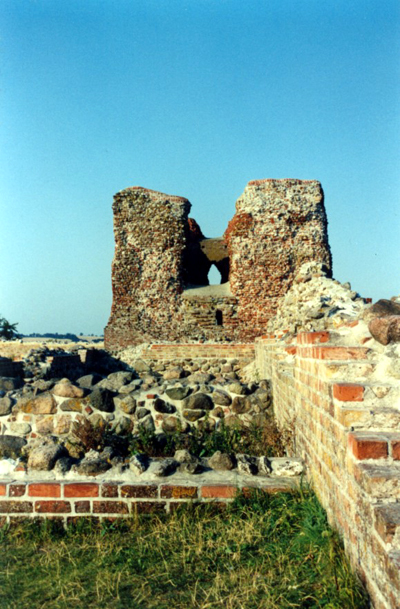
Příklad emplektonu na zřícenině hradu Kalø v Dánsku.

Emplekton je druh zdiva, tvořený dvěma lícovými stěnami, a výplní mezi nimi z lité malty prokládané lomovým kamenem. Mezera mezi stěnami může být různě široká, lícové stěny plní i funkci ztraceného bednění.
Tato zdící technika začala být využívána Řeky ve 2. století př. n. l. a výrazně zracionalizovala a urychlila zdění a lze ji také zároveň považovat za přímého předchůdce moderního betonu. Na vnější stěny Řekové používali tesaný kámen. Tuto technologii zdění pod názvem „opus caementum“ převzali později Římané, kteří ji ještě více propracovali a rozvinuli.